# Empis kawatiensis
Empis kawatiensis är en tvåvingeart som beskrevs av Frey 1953. Empis kawatiensis ingår i släktet Empis och familjen dansflugor. Inga underarter finns listade i Catalogue of Life.